# Castelo de Bright
O Castelo de Bright é um castelo perto de Downpatrick, County Down, na Irlanda do Norte. É uma casa-torre com três andares que terá sido construído provavelmente no final do século XV ou no início do século XVI. Actualmente, menos de metade da estrutura original permanece.
A casa-torre é um Monumento Histórico Marcado localizado na cidade de Bright, na área do Conselho do Distrito de Down, com a referência J5066 3822.